# Madrid-Maler

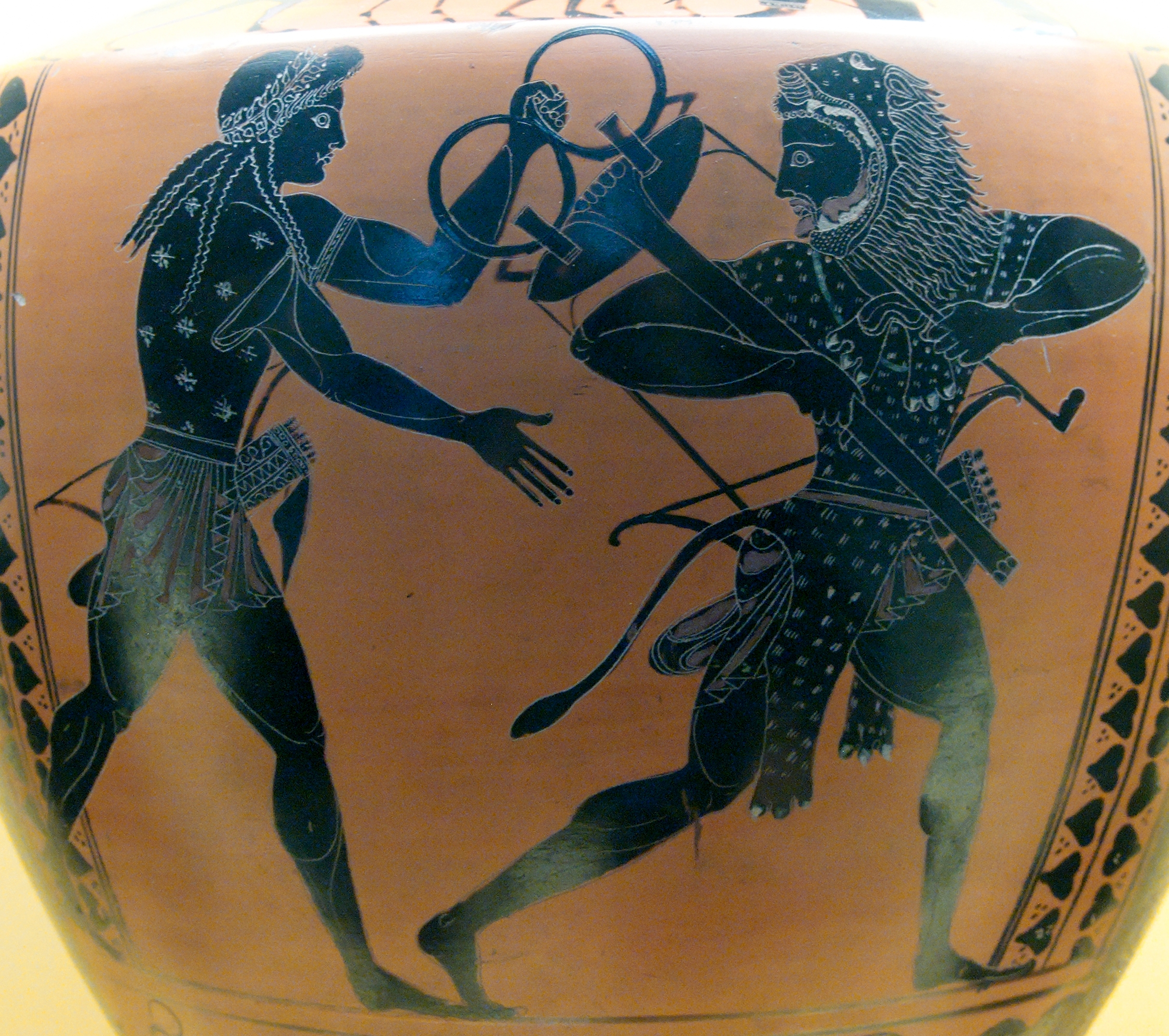
Streit zwischen Apollon und Herakles um den delphischen Dreifuß auf einer Hydria, um 520 v. Chr., Museo Arqueológico Nacional de España

Der Madrid-Maler war ein attisch-schwarzfiguriger Vasenmaler der Spätzeit des Stils.
Der Madrid-Maler ist zu einer Zeit aktiv, in der der rotfigurige Stil langsam begann, den schwarzfigurigen Stil zu überflügeln. Seine Werke atmen durchaus den Geist der modernen Technik, sind aber immer noch dem alten Stil verpflichtet. So zeigt er anatomische Details und benutzt neue Posen, die mit dem neuen Stil eingeführt wurden. Er zeigt etwa einen Schild in verkürzter Ansicht und/oder je ein Bein in Frontal- und Seitansicht bei einem zusammenbrechenden Kyknos. Bei derselben Vase zeigt er neben den neuen Elementen immer noch altertümliche Tierfries-Predella. Die Werke des Madrid-Maler werden in die Zeit um 520 v. Chr. datiert. Seinen Notnamen erhielt er nach einer Vase, die in Museo Arqueológico Nacional de España in Madrid aufbewahrt wird.